# جيروم روسيلون
جيروم روسيلون (مواليد 6 يناير 1993) هو لاعب كرة قدم فرنسي يلعب في مركز الظهير الأيسر في نادي فولفسبورغ.

## روابط خارجية
- جيروم روسيلون على موقع الاتحاد الأوربي (الإنجليزية)
- جيروم روسيلون على موقع رابطة كرة القدم الفرنسية للمحترفين (الإنجليزية)
- جيروم روسيلون على موقع إي إس بي إن إف سي (الإنجليزية)
- جيروم روسيلون على موقع قاعدة بيانات كرة القدم.إي يو (الإنجليزية)
- جيروم روسيلون على موقع ليكيب (الفرنسية)
- جيروم روسيلون على موقع ناشيونال فوتبول تيمز (الإنجليزية)
- جيروم روسيلون على موقع Soccerbase.com (لاعب) (الإنجليزية)
- جيروم روسيلون على موقع Soccerway.com (الإنجليزية)
- جيروم روسيلون على موقع عالم كرة القدم.نت (الإنجليزية)
- جيروم روسيلون على موقع AS.com (الإسبانية)